# 毛罗·德·毛罗
毛罗·德·毛罗（Mauro De Mauro，1921年9月6日—？），是一位意大利调查记者。他于1970年失踪，遗体至今未被找到。关于他的失踪有几种可能的解释，一是与意大利国有石油公司埃尼（Eni）的总裁——恩里科·马太（Enrico Mattei）之死有关。另一种解释是，毛罗发现了黑手党与美国的毒品交易。第三种解释则认为他的失踪与1970年一场失败的右翼政变有关。在毛罗失踪之前，他曾告诉他的同事，他手上“有一则即将震动意大利的独家新闻”。